# Donato Pirovano
Donato Pirovano (Como, 17 febbraio 1964) è un filologo e critico letterario italiano.

## Biografia
Donato Pirovano ha conseguito la maturità classica al Liceo Alessandro Volta di Como, dove ha avuto tra i suoi insegnanti Federico Roncoroni, autore di testi scolastici e romanziere. Si è laureato in Lettere presso l'Università degli Studi di Milano discutendo sotto la guida di Emilio Bigi una tesi di laurea dedicata alla metafora nel Decameron di Giovanni Boccaccio. Nel corso della sua carriera accademica, iniziata nel 2005, ha insegnato presso l'Università del Molise, l'Università dell'Insubria (sede di Como), e l'Università degli Studi di Torino per approdare nel 2022 all'Università degli Studi di Milano dove è titolare dei corsi di Letteratura italiana e di Filologia e critica dantesca. Fa parte del collegio dei docenti del Dottorato dell'Università di Pavia. Ha tenuto lezioni in diverse sedi italiane (Siena, Macerata, Milano, Perugia, Roma, Padova, Lecce, Catania, Firenze, Bergamo, Brescia, Verona, Padova) e straniere (New York, Los Angeles, Oxford, Cambridge (UK), Parigi, Lione, Aix en Provence, Nancy, Brno, Olomouc). Dal 25 maggio 2021 è socio corrispondente dell’Accademia delle Scienze di Torino – Classe di Scienze morali, storiche e filologiche – VII sezione: filologia, linguistica e letterature medioevali e moderne.
Ha pubblicato edizioni di testi novellistici cinquecenteschi (I diporti di Girolamo Parabosco, La Fonte del diporto di Gherardo Borgogni, Le piacevoli notti di Giovan Francesco Straparola) e ha curato l'edizione critica della Commedia con la Nova esposizione di Alessandro Vellutello nell'ambito dell'«Edizione nazionale dei commenti danteschi», edita dal Centro Pio Rajna di Roma. Ha studiato la poesia delle origini: il Dolce stil novo, di cui ha pubblicato un'antologia integrale (Roma, Salerno Editrice, 2012) e una monografia (Roma, Salerno Editrice, 2014); e l'antologia dei Poeti della corte di Federico II (Roma, Salerno Editrice, 2020).
Ha curato la nuova edizione criticamente rivista e commentata della Vita nuova di Dante Alighieri nell'ambito della Nuova Edizione Commentata delle Opere di Dante (NECOD). Con l'astrofisico Attilio Ferrari ha scritto il libro Dante e le stelle. Ha ideato e organizzato presso la Biblioteca Reale di Torino la mostra Più splendon le carte: manoscritti, libri, documenti, biblioteche. Dante "dal tempo all'etterno". In vista della prima alla Scala di Milano della Francesca da Rimini di d'Annunzio-Ricordi-Zandonai in programma il 15 aprile 2018, ha commentato la tragedia di Gabriele d'Annunzio (Roma, Salerno Editrice, 2018). Con Francesco Buranelli ha organizzato la mostra La Fortuna di Dante: manoscritti, libri, opere d'arte presso la Camera dei Deputati, Sala della Lupa (Palazzo di Montecitorio). Nel 2021 ha pubblicato il libro Amore e colpa. Dante e Francesca (Roma, Donzelli); nel 2023 il saggio La nudità di Beatrice. Dante, Giotto, Ambrogio Lorenzetti e l'iconografia della Carità (Roma, Donzelli), che ha conseguito il II premio I Murazzi 2024 per la saggistica edita; nel 2025 il volume Dante e il mare (Roma, Donzelli).

## Opere

### Saggi
- Modi narrativi e stile del «Novellino» di Masuccio Salernitano, Firenze, La Nuova Italia, 1996, ISBN 88-221-1871-5,  Modi narrativi e stile di Masuccio Salernitano in pdf (PDF), su studiumanistici.unimi.it. URL consultato il 19 aprile 2015 (archiviato dall'url originale il 18 agosto 2016)..
- Dante e il vero amore. Tre letture dantesche Pisa, Fabrizio Serra editore, 2009, ISBN 978-88-6227-172-1.
- Poeti del Dolce stil novo Roma, Salerno Editrice, 2012, ISBN 978-88-8402-730-6.
- Il Dolce stil novo, Roma, Salerno Editrice, 2014, ISBN 978-88-8402-949-2.
- Attilio Ferrari-D. Pirovano, Dante e le stelle, Roma, Salerno Editrice, 2015, ISBN 978-88-8402-967-6.
- Poeti della corte di Federico II, Roma, Salerno Editrice, 2020, ISBN 978-88-6973-270-6
- Amore e colpa. Dante e Francesca, Roma, Donzelli, 2021, ISBN 978-88-5522-219-8.
- La nudità di Beatrice. Dante, Giotto, Ambrogio Lorenzetti e l'iconografia della carità, Roma, Donzelli, 2023, ISBN 978-88-5522-499-4.
- Dante e il mare, Roma, Donzelli, 2023, ISBN 978-88-5522-721-6.

### Curatele
- Giovanni Francesco Straparola, Le piacevoli notti, ediz. critica e commentata a cura di D. Pirovano, Roma, Salerno Editrice, 2000, ISBN 978-88-8402-310-0.
- Enea Silvio Piccolomini, Historia de duobus amantibus, introduzione, traduzione e commento a cura di D. Pirovano, Alessandria, Edizioni dell'Orso, 2001, ISBN 88-7694-554-7.
- Girolamo Parabosco - Gherardo Borgogni, Diporti, ediz. critica e commentata a cura di D. Pirovano, Roma, Salerno Editrice, 2005, ISBN 88-8402-477-3.
- Alessandro Vellutello, La Comedia di Dante Aligieri con la nova esposizione a cura di D. Pirovano, Roma, Salerno Editrice, 2006, ISBN 88-8402-551-6.
- Dante Alighieri, Vita nuova, a cura di D. Pirovano, in D. Alighieri, Vita nuova - Rime, A cura di D. Pirovano e Marco Grimaldi, Introduzione di Enrico Malato (2 tomi: I. Vita nuova; Le Rime della ‘Vita nuova’ e altre Rime del tempo della ‘Vita nuova’; II. Le Rime della maturità e dell'esilio), NECOD: Nuova Edizione Commentata delle Opere di Dante, Roma, Salerno Editrice, 2015, ISBN 978-88-8402-986-7, pp. 289.
- Più splendon le carte. Manoscritti, libri, documenti, biblioteche. Dante dal tempo all'etterno, coordinamento scientifico a cura di D. Pirovano, Torino, Hapax, 2016, ISBN 978-88-880-0084-8.
- Gabriele D'Annunzio, Francesca da Rimini, a cura di D. Pirovano, Roma, Salerno Editrice, 2018, ISBN 978-88-6973-296-6.